# 野呂川
野呂川（のろがわ）は、広島県呉市を流れる川で、二級河川。野呂川水系の本流。

## 地理
呉市安浦町の西にそびえる野呂山（瀬戸内海国立公園内）を水源とする。上流端は安浦町中畑の田之原・川向である。支流の中畑川および中切川を合わせ、瀬戸内海へ注ぐ。長さは10.5キロメートル、流域面積は43.2平方キロメートルである。

## 支流
- 中畑川（なかはたがわ） - 安浦町を流れる野呂川水系の二級河川。前平山を水源とする。上流端は安浦町内海の鍬畑・中原で、野呂川に注ぐ。長さは2キロメートル、流域面積は12.2平方キロメートルである[2]。平成30年7月豪雨（後述）では氾濫して浸水被害が生じたため、野呂川との合流地点から上流側1400m区間において川底の掘削、川幅の拡幅が計画されている[3]。
  - 赤向坂川（あこうざかがわ） - 安浦町を流れる野呂川水系の準用河川。古くは「阿郷坂川」（読み同じ）と書いた。東広島市黒瀬町との境にそびえる虚空蔵山を水源とし、市境が上流端となっている。中畑川に注ぐ。長さは3.7キロメートル[4]。
    - 新小屋川 - 赤向坂川の支流[4]。
    - 要垣内川 - 赤向坂川の支流[4]。
    - 藤木川（ふじきがわ） - 安浦町を流れる野呂川水系の準用河川。安浦町女子畑の順境谷・鷹巣を上流端とし、赤向坂川に注ぐ。長さは1.1キロメートル[5]。
- 中切川（なかぎりがわ） - 安浦町を流れる野呂川水系の二級河川。上流端は安浦町安登の岡谷・源道尻で、野呂川に注ぐ。長さは4.1キロメートル、流域面積は10.8平方キロメートルである[6]。
  - 跡条川（あとじょうがわ） - 安浦町を流れる野呂川水系の準用河川。安浦町安登の日野迫・足懸を上流端とし、中切川に注ぐ。長さは1.5キロメートル[7]。
    - 山口川（やまぐちがわ） - 安浦町を流れる野呂川水系の準用河川。安浦町安登の山口を上流端とし、跡条川に注ぐ。長さは0.3キロメートル[8]。

## 歴史

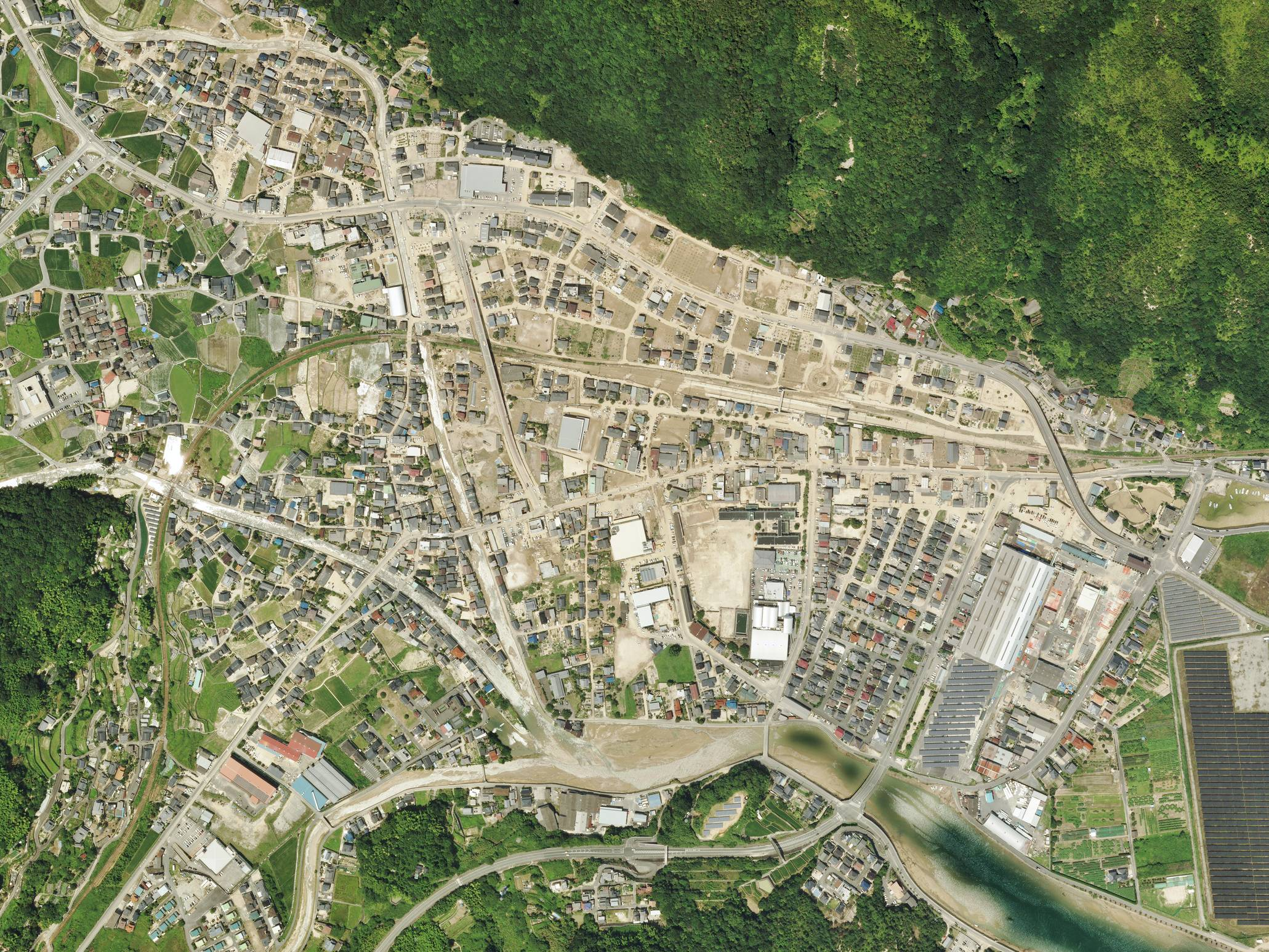
平成30年7月豪雨による被害（2018年7月13日、国土地理院撮影）

- 1952年（昭和27年）から1958年（昭和33年）度 - 下流部において計画高水流量を175立方メートル毎秒に設定し、河川改修を実施[9]。
- 1967年（昭和42年）7月 - 集中豪雨（昭和42年7月豪雨）により甚大な被害[9]。
- 1967年から1968年（昭和43年）度 - 計画高水流量を233立方メートル毎秒に引き上げ、河川改修を実施。ただし、部分的なものにとどまる[9]。
- 1969年（昭和44年）度から1976年（昭和51年）3月 - 野呂川ダム建設。計画高水流量を400立方メートル毎秒に引き上げ、190立方メートル毎秒をダムで調節する[9]。
- 2018年（平成30年）7月 - 集中豪雨（平成30年7月豪雨）により約58ヘクタールが浸水、被災住宅戸数は760に上った[10]。

## 河川施設

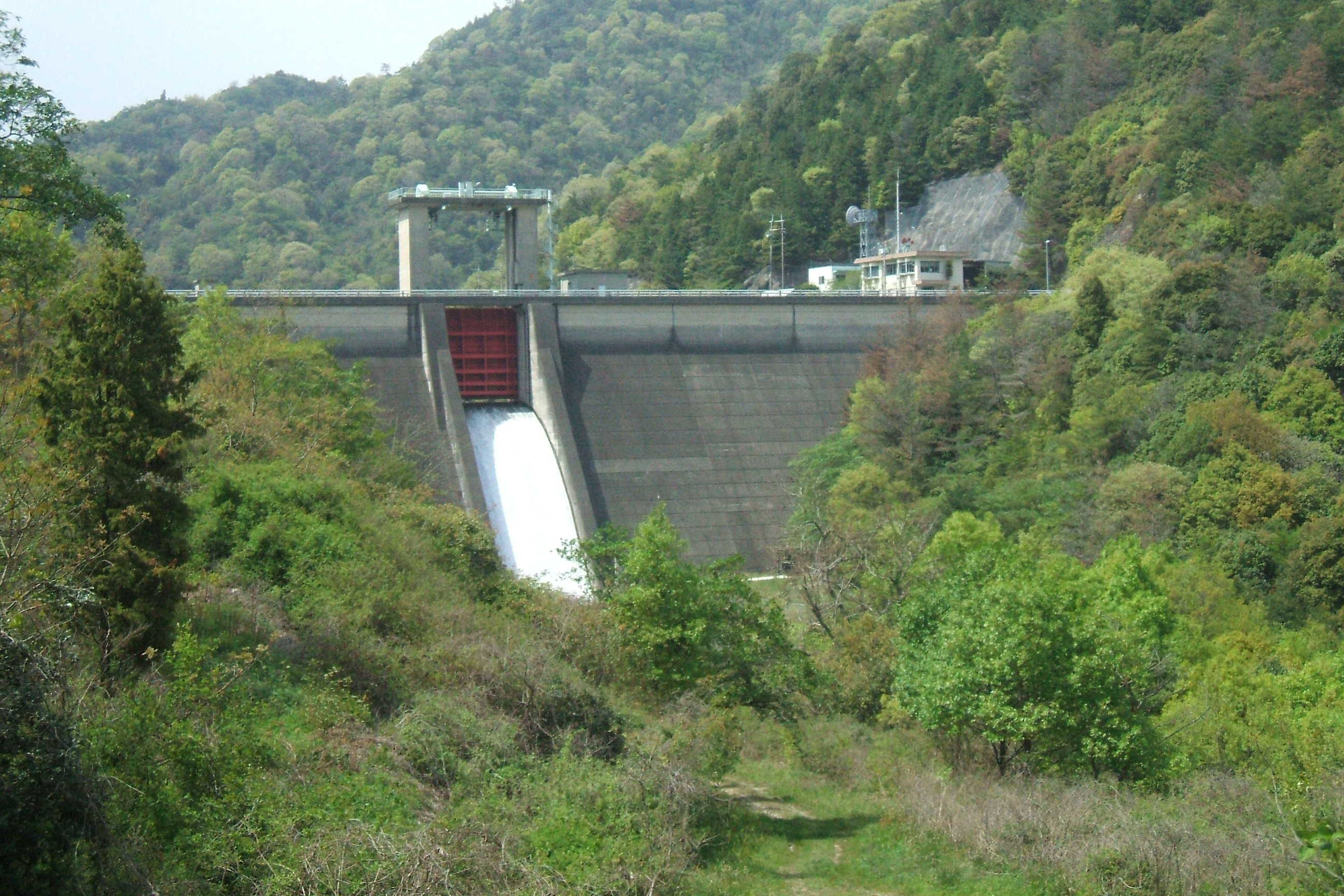
野呂川ダム

- 野呂川ダム - 安浦町中畑字市原、野呂川に建設されたダム。高さ44.8メートルの重力式コンクリートダムで、洪水調節・不特定利水を目的とする、広島県営の治水ダムである。1975年（昭和50年）度竣工。施工は西松建設。ダム湖（人造湖）の名は「野呂峡やすらぎ湖」（のろきょうやすらぎこ）という[11]。